# Stetten (Ausztria)
Stetten osztrák község Alsó-Ausztria Korneuburgi járásában. 2021 januárjában 1362 lakosa volt. 

## Elhelyezkedése

Stetten a Korneuburgi járásban

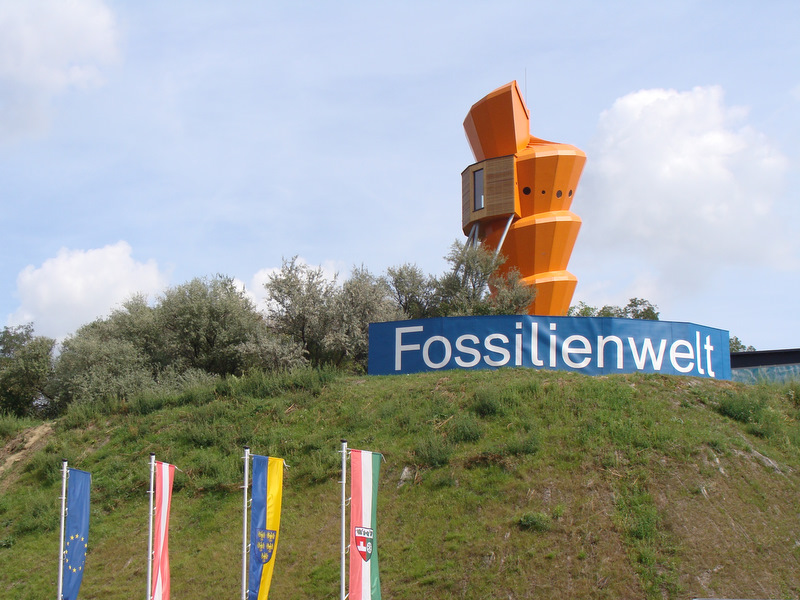
A Fossilienwelt Weinviertel

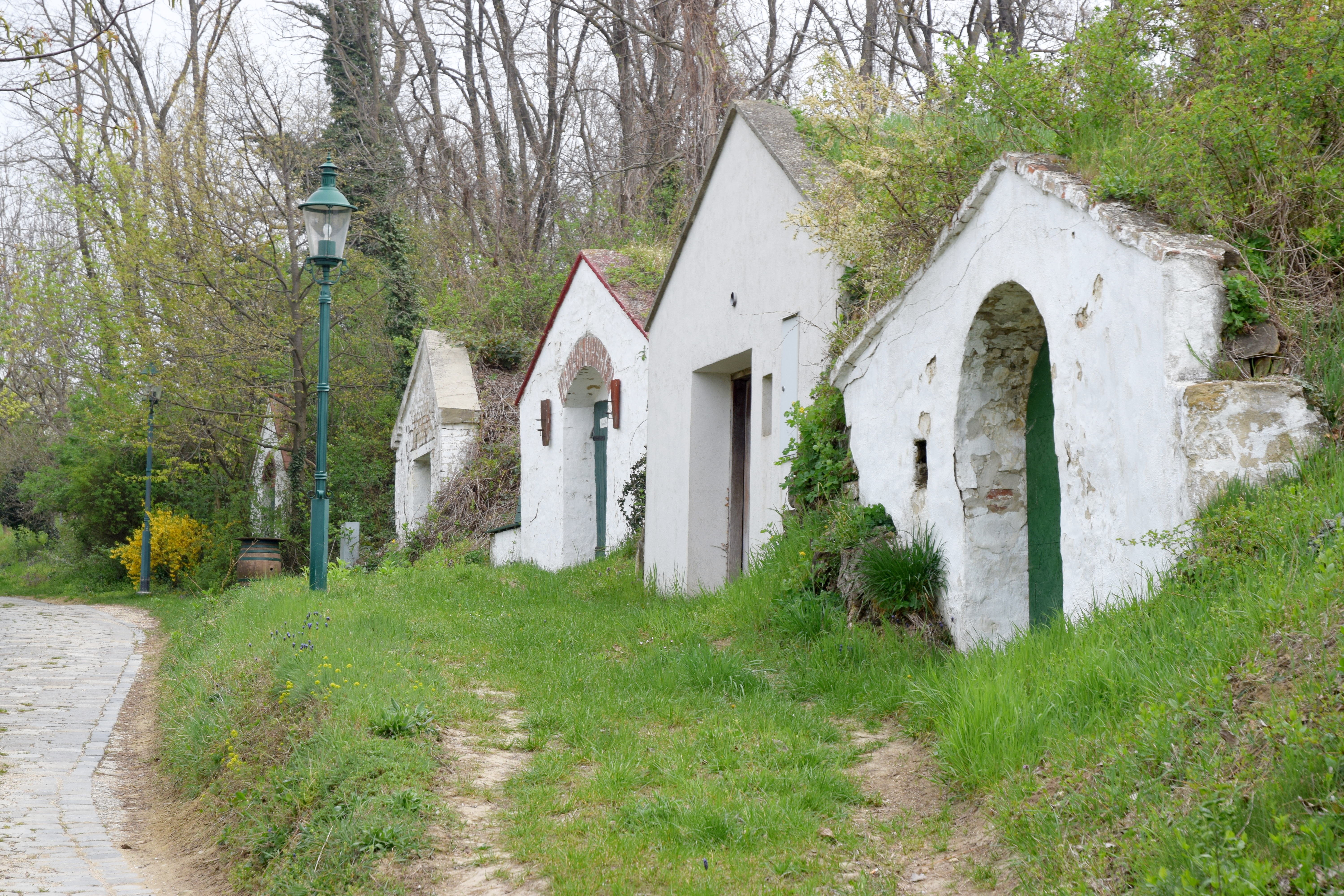
Stetteni pincesor

Stetten a tartomány Weinviertel régiójában fekszik Bécstől kb. 18 km-re északra. Legfontosabb folyóvize a Donaugraben csatorna. Területének 10,7%-a erdő, 68,4% áll mezőgazdasági művelés alatt. Az önkormányzathoz egyetlen település és katasztrális község tartozik. 
A környező önkormányzatok: északra Harmannsdorf, keletre Enzersfeld im Weinviertel, délre Hagenbrunn, nyugatra Leobendorf.

## Története
Stettent 1187-ben említik először, a klosterneuburgi apátság birtokaként. Bécs 1529-es ostromakor a törökök nem érték el a falut, ahová a császári csapatokat szállásolták be. A 17. században a település a harmincéves háborútól, a pestisjárványtól és Bécs második török ostromától szenvedett. A 18. század elején újabb pestisjárvány sújtotta Stettent. 1809-ben összecsapásokra került sor Bécs mellett a Napóleon és a császár erői között; a stetteniek az erdőkbe menekültek. Az 1848-as forradalmat követően felszámolták a feudális birtokrendszert és 1850-ben Stettenben is megalakulhatott a községi önkormányzat és polgármestert választottak. 
A község 1987-ben kapta címerét. 

## Lakosság
A stetteni önkormányzat területén 2021 januárjában 1362 fő élt. A lakosságszám 1951 óta dinamikusa gyarapodó tendenciát mutat. 2019-ben az ittlakók 94,9%-a volt osztrák állampolgár; a külföldiek közül 0,8% a régi (2004 előtti), 3% az új EU-tagállamokból érkezett. 2001-ben a lakosok 83,6%-a római katolikusnak, 3,2% evangélikusnak, 10,1% pedig felekezeten kívülinek vallotta magát. Ugyanekkor egy magyar élt a községben; a legnagyobb nemzetiségi csoportot a németek (97%) mellett a szerbek alkották 0,7%-kal. 
A népesség változása:

| 2016 | 1 356 |
| 2018 | 1 357 |

## Látnivalók
- a Szt. Ulrik-plébániatemplom
- a régi pincesor
- A település területén található egy világviszonylatban is egyedülálló fosszilis osztrigazátony,[2] melyet útépítés közben találtak meg.[3] A lelőhely jelentőségét hamar felismerve, nagyon komoly anyagi forrásokat megmozgatva védelem alá helyezték, és mára Fossilienwelt Weinviertel néven a köré kiépített edutainment park fő attrakciója lett. A 17 millió éves, kárpáti korú[3][4] fosszilis osztrigazátony különlegességét a mérete, a jó megtartottsági állapota és a fő fajként megjelenő Crassostrea gryphoides példányok nagy száma[5] és mérete (akár 60 cm nagyságig)[2] jelenti.

## Fordítás
- Ez a szócikk részben vagy egészben  a   Stetten (Niederösterreich) című német Wikipédia-szócikk ezen változatának fordításán alapul.  Az eredeti cikk szerkesztőit annak laptörténete sorolja fel. Ez a jelzés csupán a megfogalmazás eredetét és a szerzői jogokat jelzi, nem szolgál a cikkben szereplő információk forrásmegjelöléseként.